# Angham
Angham Mohamed Ali Suleiman (en árabe: أنغام محمد علي سليمان‎; nacida el 19 de enero de 1972 en Alejandría) es una actriz, cantante y compositora egipcia con una carrera en la música pop que inició en 1987. Como actriz, su carrera empezó en la década del 2000, realizando su debut en la comedia romántica Leila Men Alf Leila. En la actualidad es una de las personalidades del espectáculo más notables de Egipto.

## Carrera

### Música
Su debut se produjo en 1987 bajo la guianza de su padre, Mohammad Suleiman. Tras su alejamiento de Magdy Aref en el año 2000, Angham tomó el control de su carrera musical. El álbum Leih Sebtaha le valió el reconocimiento en la escena musical de Oriente Medio. Después de una disputa muy publicitada entre ella y el presidente de la compañía discográfica Alam El Phan, Mohsen Gaber, Angham descartó su contrato y firmó con la discográfica Rotana Records.
En 2005 publicó el álbum Bahibbik Wahashteeny, producción que fue un éxito crítico, pero que comercialmente no obtuvo las cifras esperadas. Luego de dos años, Angham regresó a la cima del pop árabe en 2007 con su álbum Kolma N'arrab, disco que vendió más de medio millón de copias en el mundo árabe en tres meses y que consiguió la certificación de platino.

### Actuación
Angham empezó a tomar clases de actuación en el año 2000. Hizo su debut como actriz en la comedia romántica Leila Men Alf Leila protagonizada por el prominente actor Yehia elFakharany. Su segunda experiencia como actriz ocurrió en el drama Rossassa fil Alb, con guion escrito por Toufic Hakeem.
Rossassa fil Alb se convirtió en la actuación más reconocida y alabada de Anghm. Tras su éxito se le ofrecieron una gran cantidad de papeles, entre los que destacan Sahar elLayali (película nominada a mejor película extranjera en los Premios de la Academia en 2003), Shiqet Maser elJadida y Aan elAshk Wel Hawa, pero ella decidió rechazarlos para enfocarse en su carrera musical.

## Discografía

### Álbumes de estudio
| - 1987: Fil Rokn elBaeed elHady - 1988: Awal Gawab - 1989: Lalili Lali - 1989: Layeg - 1989: Shokran - 1990: Ettafakna - 1991: Bibasata Kida - 1992: Inta El A'alam - 1992: Shayfak - 1993: Ella Ana - 1994: Inta Mahboubi - 1995: Baollak Eih - 1996: Akdar | - 1996: Shey Daa' - 1997: Betheb Meen - 1998: Khally Bokra li Bokra - 1999: Wahdaniya - 2001: Leih Sebtaha - 2003: Omry Maak - 2005: Bahibbik Wahashteeny - 2007: Kolma Ni Arrab - 2009: Nefsy Ahebbak - 2010: Alhekaya Almohamadia - 2010: Mahaddesh Yehasebni - 2015: Ahlam Barea'a |

### Sencillos
| - "Nehlam Eih" - "Mahabba" - "Le Soal" - "Maizza" - "Khaleeny Maak" - "El Ard Hiya Hiya" - "Azeez We Ghali" - "Elamaken" - "Ana Mnel Balad Dee" - "Mitel elAwal" - "Hadeeth elSabah Wel Masaa" | - "Ra' w Ein" - "Ya Rab" - "Hekayat elGharam" - "Ma Bataallemsh" - "Ynayer" - "Sebto" - "Aeish Galby" - "Law Kont" - "Ajmal Makan" - "Ann Farh Ghayeb" |